# L’Homme Absurde
L’Homme Absurde — российская пост-блэк-метал-группа, образованная в 2015 году.
Коллектив основан двумя музыкантами московской дум-метал-группы Mare Infinitum Алексеем Славиным (ex-A Young Man’s Funeral, Who Dies In Siberian Slush) и Георгием Быковым. Коллектив задумывался как студийный проект, однако в процессе записи дебютного альбома в собственной студии Mare Infinitum, дуэт вырос до полноценной группы в 2016 году. Альбом «Monsters» вышел на лэйбле ФОНО 25 октября 2016 года и был благосклонно принят как в России, так и за рубежом. В настоящий момент группа приступила к концертной деятельности и записи второго альбома.

## Отзывы
Обзорщик с псевдонимом 1010 из рок-журнала Dark City назвал группу антиподом группы Mare Infinitum, в которой «нашлось место и спокойным атмосферным фрагментам, и яростному пост-блэку», и поставил её альбому «Monsters» четыре балла из пяти. Islander из No Clean Singing отметил «хорошо написанные песни, которые сочетают захватывающие, обычно тёмные мелодии и большие ритмы, выполненные с впечатляющим мастерством». Рецензент из Toliet Ov Hell отметил, что «они остаются на более жёсткой стороне в отношении барабанов и вокалов и вырезали всю ненужную атмосферу, которые обычно включают группы в этом жанре». Обзорщик из Metal Trenches отметил, что он может «искупаться в настроениях, которые этот альбом выливает». Фрэнк Герлигс отметил, что песня из альбома «звучит так шизофренично, что она, похоже, не знает, хочет ли она быть блэк металом или песней The Cure».

## Рецензии
- На альбом «Monsters» в журнале Dark City № 96, 2017 год, страница 39, Рецензент: 1010 [2]
- На альбом «Monsters» в издании Soundscape, Рецензент: Натали Хамфрис [7]
- На альбом «Monsters» в издании Lords of Metal, Рецензент: Седрик Гекьер, 70/100[8]
- На альбом «Monsters» в издании No Clean Singing, Рецензент: Islander[3]
- На альбом «Monsters» в издании Metal Trenches [5]
- На альбом «Monsters» в издании Zware Metalen, Рецензент: Фрэнк Герлигс, 72/100[6]